# الانتخابات النيابية والبلدية البحرينية 2010
أجريت الانتخابات النيابية والبلدية في البحرين الجولة الأولى منها في 23 أكتوبر 2010 والجولة الثانية في 30 أكتوبر. فازت جمعية الوفاق بأكثر عدد من المقاعد. جاءت الانتخابات وسط جدل المقاطعة والاعتقالات.

## الخلفية
مجلس النواب المنتخب لديه سلطة تمرير التشريع المقترح من قبل الملك أو الحكومة وكذلك سلطة المراقبة. مجلس الشورى لديه القدرة على عرقلة تشريعات مجلس النواب.

## الحملة
حزب المعارضة الرئيسي حركة حق وعدة أحزاب معارضة أخرى مثل تيار الوفاء الإسلامي وحركة أحرار البحرين وحركة خلاص وجمعية العمل الإسلامي قررت مقاطعة الانتخابات.
حدثت أعمال الشغب بعدها تم القبض على العديد من الناطقين باسم المعارضة بعد أن تحدثوا عن قضايا حقوق الإنسان في البحرين. قال رئيس حزب الوفاق أن الطريقة التي تم التعامل مع الحملة الأمنية المستمرة وانتهاكات حقوق الإنسان التي رافقتها في أسبوع واحد دمر 10 سنوات من التقدم في هذا البلد.
كانت هناك أيضا المزيد من الاعتقالات والقمع للأغلبية الشيعية. حذر النشطاء السياسيين الشيعة والمراقبين الدوليين لحقوق الإنسان من الانجراف إلى السلطوية الكاملة. ومع ذلك ادعى وزير الخارجية الشيخ خالد بن أحمد آل خليفة أن الاعتقالات غير مرتبطة بالانتخابات. لاحظت منظمة العفو الدولية وهيومن رايتس ووتش ومشروع الديمقراطية في الشرق الأوسط أن الاعتقالات والقمع الحكومي كان من أجل الانتخابات.
قال الأمين العام لجمعية الوفاق علي سلمان أن الحكومة يجب أن تكون مشتركة مع الشعب في تصريح اعتبر تحد واضح لأسرة آل خليفة الحاكمة: «من غير المقبول أن القوة تكون حكرا على عائلة واحدة التي نحن مدينون لها بالاحترام والتقدير. نحن نتطلع إلى اليوم الذي يحلم به أي طفل من عامة الشعب سواء كان من السنة أو الشيعة أن يصبح رئيسا للوزراء».

## السيرة
حوالي 292 مراقب بحريني من منظمات غير حكومية راقبوا الانتخابات ولم يسمح لمراقبين أجانب.
هدد مصداقية الانتخابات مزاعم مشاكل التصويت. ادعى الشيخ علي سلمان من جمعية الوفاق أنه لم يسمح لـ 890 ناخب على الأقل من التصويت في أغلب الأحياء الشيعية لأن أسماءهم كانت غائبة عن القوائم الانتخابية: «ليس هذا هو العدد الكامل ونحن نتوقع أن يكون أعلى من ذلك.» قررت الجمعية استخدام هذه الأرقام لتحدي النتائج الرسمية. أعربت المعارضة أيضا عن قلقها من أن السلطات استخدمت أصوات العسكريين لصالح بعض المرشحين على حساب آخرين في استغلال المناصب العامة.

## النتائج
تم انتخاب أربعين نائبا في 24 أكتوبر حيث احتاج البعض لجولة إعادة في 30 أكتوبر. تنافس ما مجموعه 127 مرشحا في الانتخابات النيابية كما أجريت الانتخابات البلدية في نفس الموعد.
بلغ عدد الناخبين 318 ألف ناخب يحق لهم التصويت. رئيس اللجنة الانتخابية ووزير العدل الشيخ خالد بن علي آل خليفة قدم تقديرا أن نسبة المشاركين بلغت 67% وهي أقل عن عام 2006 التي بلغت نسبة المشاركة 72٪ وأعلى من نسبة المشاركة في عام 2002 التي بلغت 53.4٪.
فازت جمعية الوفاق الوطني الإسلامية بـ18 مقعد من أصل 40 مقعد بزيادة مقعد واحد عن الانتخابات السابقة. فاز الشيعة والمرشحين المستقلين بغالبية المقاعد للمرة الأولى.

### ردود الفعل
رجل الدين الشيعي والنائب الشيخ علي سلمان أشاد بالنتيجة ودعا إلى موقف أكثر إيجابية من الحكومة قائلا: «إن أهم رسالة للحكومة هو أن الوفاق هي أكبر جمعية سياسية في البحرين ويجب احترام إرادة الشعب والتعامل معها بشكل إيجابي».

### التحليل
قال المحلل البحريني عبيدلي العبيدلي أن الحملة الصحفية التي رافقت عمليات الاعتقالات أسفرت عن النتيجة الإيجابية لجمعية الوفاق قائلا: "إن الشيعة الذين كانوا مترددين أو يهدفون إلى مقاطعة الانتخابات صوتوا بأغلبية ساحقة لصالح الوفاق كممثلة لمجتمعهم. وقال باقر النجار أستاذ علم الاجتماع في جامعة البحرين أيضا: "إن الطريقة التي تعاملت بها وسائل الإعلام عن وضع الأمن الذي كان سائدا قبل الانتخابات أثار بشكل غير متوقع أسهم الوفاق. ورأى الشيعة أنهم مستهدفون ولذلك صوتوا بكثافة للوفاق رغم التململ من أدائها طوال السنوات الأربع الماضية".

## بعد ذلك=
على إثر احتجاجات 2011 استقال جميع نواب جمعية الوفاق الثمانية عشر من مجلس النواب.

## نتائج الانتخابات النيابية

### محافظة العاصمة
| الاسم        | عدد الأصوات الجولة الأولى | النسبة المئوية الجولة الأولى | عدد الأصوات الجولة الثانية | النسبة المئوية الجولة الثانية |
| ------------ | ------------------------- | ---------------------------- | -------------------------- | ----------------------------- |
| عادل العسومي | 1878                      | 65.30%                       |                            |                               |
| طارق الشيخ   | 997                       | 34.70%                       |                            |                               |

| الاسم              | عدد الأصوات الجولة الأولى | النسبة المئوية الجولة الأولى | عدد الأصوات الجولة الثانية | النسبة المئوية الجولة الثانية |
| ------------------ | ------------------------- | ---------------------------- | -------------------------- | ----------------------------- |
| خليل المرزوق       | 2141                      | 58.40%                       |                            |                               |
| السيد فاضل الحليبي | 1039                      | 28.30%                       |                            |                               |
| فيصل بن رجب        | 486                       | 13.30%                       |                            |                               |
| أحمد قراطة         | منسحب                     | 0%                           |                            |                               |

| الاسم              | عدد الأصوات الجولة الأولى | النسبة المئوية الجولة الأولى | عدد الأصوات الجولة الثانية | النسبة المئوية الجولة الثانية |
| ------------------ | ------------------------- | ---------------------------- | -------------------------- | ----------------------------- |
| السيد هادي الموسوي | 1926                      | 85.60%                       |                            |                               |
| عبد المجيد علي     | 323                       | 14.40%                       |                            |                               |
| أحمد الشيبة        | منسحب                     | 0%                           |                            |                               |

| الاسم           | عدد الأصوات الجولة الأولى | النسبة المئوية الجولة الأولى | عدد الأصوات الجولة الثانية | النسبة المئوية الجولة الثانية |
| --------------- | ------------------------- | ---------------------------- | -------------------------- | ----------------------------- |
| عبد الجليل خليل | تزكية                     | 100%                         |                            |                               |
| علي شمطوط       | منسحب                     | 0%                           |                            |                               |
| علي المؤمن      | منسحب                     | 0%                           |                            |                               |

| الاسم      | عدد الأصوات الجولة الأولى | النسبة المئوية الجولة الأولى | عدد الأصوات الجولة الثانية | النسبة المئوية الجولة الثانية |
| ---------- | ------------------------- | ---------------------------- | -------------------------- | ----------------------------- |
| محمد مزعل  | 1667                      | 67.20%                       |                            |                               |
| حسن بوخماس | 812                       | 32.80%                       |                            |                               |

| الاسم             | عدد الأصوات الجولة الأولى | النسبة المئوية الجولة الأولى | عدد الأصوات الجولة الثانية | النسبة المئوية الجولة الثانية |
| ----------------- | ------------------------- | ---------------------------- | -------------------------- | ----------------------------- |
| عبد الرحمن بومجيد | 1144                      | 56.90%                       |                            |                               |
| إبراهيم المناعي   | 813                       | 40.40%                       |                            |                               |
| فؤاد الجلاهمة     | 54                        | 2.70%                        |                            |                               |

| الاسم                 | عدد الأصوات الجولة الأولى | النسبة المئوية الجولة الأولى | عدد الأصوات الجولة الثانية | النسبة المئوية الجولة الثانية |
| --------------------- | ------------------------- | ---------------------------- | -------------------------- | ----------------------------- |
| عبد المجيد السبع      | 1842                      | 63.50%                       |                            |                               |
| كاظم السعيد           | 1061                      | 36.50%                       |                            |                               |
| زين العابدين آل محمود | منسحب                     | 0%                           |                            |                               |

| الاسم          | عدد الأصوات الجولة الأولى | النسبة المئوية الجولة الأولى | عدد الأصوات الجولة الثانية | النسبة المئوية الجولة الثانية |
| -------------- | ------------------------- | ---------------------------- | -------------------------- | ----------------------------- |
| سيد جميل كاظم  | 2818                      | 86.20%                       |                            |                               |
| باسمة صالح     | 192                       | 5.90%                        |                            |                               |
| محمد العويناتي | 259                       | 7.90%                        |                            |                               |

### محافظة المحرق
| الاسم         | عدد الأصوات الجولة الأولى | النسبة المئوية الجولة الأولى | عدد الأصوات الجولة الثانية | النسبة المئوية الجولة الثانية |
| ------------- | ------------------------- | ---------------------------- | -------------------------- | ----------------------------- |
| عادل المعاودة | تزكية                     | 100%                         |                            |                               |
| يحيى مجدمي    | منسحب                     | 0%                           |                            |                               |

| الاسم            | عدد الأصوات الجولة الأولى | النسبة المئوية الجولة الأولى | عدد الأصوات الجولة الثانية | النسبة المئوية الجولة الثانية |
| ---------------- | ------------------------- | ---------------------------- | -------------------------- | ----------------------------- |
| عبد الحميد المير | 1357                      | 43.80%                       | 1737                       | 58.60%                        |
| إبراهيم بوصندل   | 914                       | 29.50%                       | 1227                       | 41.40%                        |
| إبراهيم المالكي  | 27                        | 0.90%                        |                            |                               |
| صلاح الجودر      | 657                       | 21.20%                       |                            |                               |
| عارف يوسف        | 62                        | 2.00%                        |                            |                               |
| هدى المطاوعة     | 79                        | 2.60%                        |                            |                               |

| الاسم         | عدد الأصوات الجولة الأولى | النسبة المئوية الجولة الأولى | عدد الأصوات الجولة الثانية | النسبة المئوية الجولة الثانية |
| ------------- | ------------------------- | ---------------------------- | -------------------------- | ----------------------------- |
| علي أحمد      | 1140                      | 37.10%                       | 1675                       | 55.03%                        |
| إبراهيم شريف  | 991                       | 32.30%                       | 1369                       | 44.97%                        |
| جمال بوحسن    | 732                       | 23.80%                       |                            |                               |
| عبد الله هاشم | 209                       | 6.80%                        |                            |                               |

| الاسم             | عدد الأصوات الجولة الأولى | النسبة المئوية الجولة الأولى | عدد الأصوات الجولة الثانية | النسبة المئوية الجولة الثانية |
| ----------------- | ------------------------- | ---------------------------- | -------------------------- | ----------------------------- |
| محمود المحمود     | 1904                      | 26.40%                       | 3418                       | 52.58%                        |
| عبد الباسط الشاعر | 1937                      | 26.90%                       | 3082                       | 47.42%                        |
| عيسى الجودر       | 424                       | 5.90%                        |                            |                               |
| عيسى أبوالفتح     | 927                       | 12.90%                       |                            |                               |
| وحيد الدوسري      | 1036                      | 14.40%                       |                            |                               |
| محمد دخيل         | 81                        | 1.10%                        |                            |                               |
| محمد خيامي        | 878                       | 12.20%                       |                            |                               |
| إبراهيم أحمد      | 23                        | 0.30%                        |                            |                               |

| الاسم           | عدد الأصوات الجولة الأولى | النسبة المئوية الجولة الأولى | عدد الأصوات الجولة الثانية | النسبة المئوية الجولة الثانية |
| --------------- | ------------------------- | ---------------------------- | -------------------------- | ----------------------------- |
| عيسى الكوهجي    | 1891                      | 57.60%                       |                            |                               |
| عدنان بومطيع    | 626                       | 19.10%                       |                            |                               |
| راشد عبد الرحمن | 624                       | 19.00%                       |                            |                               |
| عيسى رشدان      | 22                        | 0.70%                        |                            |                               |
| محمد المرباطي   | 119                       | 3.60%                        |                            |                               |

| الاسم           | عدد الأصوات الجولة الأولى | النسبة المئوية الجولة الأولى | عدد الأصوات الجولة الثانية | النسبة المئوية الجولة الثانية |
| --------------- | ------------------------- | ---------------------------- | -------------------------- | ----------------------------- |
| علي العشيري     | 4422                      | 83.80%                       |                            |                               |
| عباس الماضي     | 574                       | 10.90%                       |                            |                               |
| حسين علي        | 106                       | 2.00%                        |                            |                               |
| السيد علي سلمان | 157                       | 3.00%                        |                            |                               |
| عبد الحسين محمد | 20                        | 0.40%                        |                            |                               |

| الاسم        | عدد الأصوات الجولة الأولى | النسبة المئوية الجولة الأولى | عدد الأصوات الجولة الثانية | النسبة المئوية الجولة الثانية |
| ------------ | ------------------------- | ---------------------------- | -------------------------- | ----------------------------- |
| عثمان الريس  | 4562                      | 55.70%                       |                            |                               |
| سامي سيادي   | 3626                      | 44.30%                       |                            |                               |
| أحمد الهاجري | منسحب                     | 0%                           |                            |                               |

| الاسم               | عدد الأصوات الجولة الأولى | النسبة المئوية الجولة الأولى | عدد الأصوات الجولة الثانية | النسبة المئوية الجولة الثانية |
| ------------------- | ------------------------- | ---------------------------- | -------------------------- | ----------------------------- |
| غانم البوعينين      | 2099                      | 42.80%                       | 2774                       | 59.49%                        |
| عبد الناصر عبد الله | 1538                      | 31.40%                       | 1889                       | 40.51%                        |
| إبراهيم الماجد      | 1262                      | 25.80%                       |                            |                               |

### المحافظة الشمالية
| الاسم       | عدد الأصوات الجولة الأولى | النسبة المئوية الجولة الأولى | عدد الأصوات الجولة الثانية | النسبة المئوية الجولة الثانية |
| ----------- | ------------------------- | ---------------------------- | -------------------------- | ----------------------------- |
| مطر مطر     | 7689                      | 85.70%                       |                            |                               |
| محمد الخياط | 1281                      | 14.30%                       |                            |                               |

| الاسم        | عدد الأصوات الجولة الأولى | النسبة المئوية الجولة الأولى | عدد الأصوات الجولة الثانية | النسبة المئوية الجولة الثانية |
| ------------ | ------------------------- | ---------------------------- | -------------------------- | ----------------------------- |
| علي الأسود   | 6577                      | 87.70%                       |                            |                               |
| عادل العجيمي | 922                       | 12.30%                       |                            |                               |

| الاسم              | عدد الأصوات الجولة الأولى | النسبة المئوية الجولة الأولى | عدد الأصوات الجولة الثانية | النسبة المئوية الجولة الثانية |
| ------------------ | ------------------------- | ---------------------------- | -------------------------- | ----------------------------- |
| عبد الحسين المتغوي | 6523                      | 90.00%                       |                            |                               |
| رجاء الكليتي       | 98                        | 1.40%                        |                            |                               |
| عبد الجليل الدرازي | 25                        | 0.30%                        |                            |                               |
| جعفر شهاب          | 86                        | 1.20%                        |                            |                               |
| محمد علي           | 58                        | 0.80%                        |                            |                               |
| إيناس شبيب         | 459                       | 6.30%                        |                            |                               |

| الاسم        | عدد الأصوات الجولة الأولى | النسبة المئوية الجولة الأولى | عدد الأصوات الجولة الثانية | النسبة المئوية الجولة الثانية |
| ------------ | ------------------------- | ---------------------------- | -------------------------- | ----------------------------- |
| حسن الدوسري  | 1545                      | 57.80%                       |                            |                               |
| محمد مسدو    | 303                       | 11.30%                       |                            |                               |
| عادل جاسم    | 824                       | 30.80%                       |                            |                               |
| جاسم الدوسري | منسحب                     | 0%                           |                            |                               |

| الاسم           | عدد الأصوات الجولة الأولى | النسبة المئوية الجولة الأولى | عدد الأصوات الجولة الثانية | النسبة المئوية الجولة الثانية |
| --------------- | ------------------------- | ---------------------------- | -------------------------- | ----------------------------- |
| السيد محمد مجيد | 5132                      | 86.80%                       |                            |                               |
| علي عبد الله    | 202                       | 3.40%                        |                            |                               |
| عباس حسن        | 581                       | 9.80%                        |                            |                               |

| الاسم        | عدد الأصوات الجولة الأولى | النسبة المئوية الجولة الأولى | عدد الأصوات الجولة الثانية | النسبة المئوية الجولة الثانية |
| ------------ | ------------------------- | ---------------------------- | -------------------------- | ----------------------------- |
| محمد العمادي | 3263                      | 45.20%                       | 3777                       | 56.82%                        |
| جمال داود    | 303                       | 11.30%                       | 2870                       | 43.18%                        |
| يوسف زينل    | 1252                      | 17.40%                       |                            |                               |
| محمد الخاطر  | منسحب                     | 0%                           |                            |                               |

| الاسم        | عدد الأصوات الجولة الأولى | النسبة المئوية الجولة الأولى | عدد الأصوات الجولة الثانية | النسبة المئوية الجولة الثانية |
| ------------ | ------------------------- | ---------------------------- | -------------------------- | ----------------------------- |
| جاسم حسين    | 5107                      | 59.00%                       |                            |                               |
| مالك ملا علي | 208                       | 2.40%                        |                            |                               |
| حسن العالي   | 2362                      | 27.30%                       |                            |                               |
| خلف العنزي   | 99                        | 1.10%                        |                            |                               |
| خالد قمبر    | 875                       | 10.10%                       |                            |                               |
| ناصر البستكي | منسحب                     | 0%                           |                            |                               |

| الاسم        | عدد الأصوات الجولة الأولى | النسبة المئوية الجولة الأولى | عدد الأصوات الجولة الثانية | النسبة المئوية الجولة الثانية |
| ------------ | ------------------------- | ---------------------------- | -------------------------- | ----------------------------- |
| جواد فيروز   | 5954                      | 55.00%                       |                            |                               |
| حسن بومدن    | 4788                      | 44.20%                       |                            |                               |
| جعفر الخميري | 63                        | 0.60%                        |                            |                               |
| خليل أحمد    | 22                        | 0.20%                        |                            |                               |

| الاسم       | عدد الأصوات الجولة الأولى | النسبة المئوية الجولة الأولى | عدد الأصوات الجولة الثانية | النسبة المئوية الجولة الثانية |
| ----------- | ------------------------- | ---------------------------- | -------------------------- | ----------------------------- |
| حسن سلطان   | 8814                      | 89.40%                       |                            |                               |
| ماجد الماجد | 1042                      | 10.60%                       |                            |                               |

### المحافظة الوسطى
| الاسم           | عدد الأصوات الجولة الأولى | النسبة المئوية الجولة الأولى | عدد الأصوات الجولة الثانية | النسبة المئوية الجولة الثانية |
| --------------- | ------------------------- | ---------------------------- | -------------------------- | ----------------------------- |
| سلمان سالم      | 6175                      | 67.50%                       |                            |                               |
| نظير شكيب       | 723                       | 7.90%                        |                            |                               |
| علي إسحاقي      | 2251                      | 24.60%                       |                            |                               |
| عبد الكريم يوسف | منسحب                     | 0%                           |                            |                               |

| الاسم                 | عدد الأصوات الجولة الأولى | النسبة المئوية الجولة الأولى | عدد الأصوات الجولة الثانية | النسبة المئوية الجولة الثانية |
| --------------------- | ------------------------- | ---------------------------- | -------------------------- | ----------------------------- |
| السيد عبد الله العالي | 7242                      | 89.00%                       |                            |                               |
| عبد الجليل سلمان      | 213                       | 2.60%                        |                            |                               |
| جلال المسقطي          | 683                       | 8.4%                         |                            |                               |
| حميد عبد الرضا        | منسحب                     | 0%                           |                            |                               |

| الاسم          | عدد الأصوات الجولة الأولى | النسبة المئوية الجولة الأولى | عدد الأصوات الجولة الثانية | النسبة المئوية الجولة الثانية |
| -------------- | ------------------------- | ---------------------------- | -------------------------- | ----------------------------- |
| عدنان المالكي  | 1878                      | 45.20%                       | 2533                       | 59.36%                        |
| إبراهيم الحادي | 1315                      | 31.70%                       | 1734                       | 40.64%                        |
| سلمان الشيخ    | 236                       | 5.70%                        |                            |                               |
| غازي الحمر     | 540                       | 13.00%                       |                            |                               |
| فيصل بن رجب    | 184                       | 4.40%                        |                            |                               |

| الاسم       | عدد الأصوات الجولة الأولى | النسبة المئوية الجولة الأولى | عدد الأصوات الجولة الثانية | النسبة المئوية الجولة الثانية |
| ----------- | ------------------------- | ---------------------------- | -------------------------- | ----------------------------- |
| عيسى القاضي | 3237                      | 43.10%                       | 3905                       | 55.99%                        |
| منيرة فخرو  | 2510                      | 33.40%                       | 3069                       | 44.01%                        |
| خالد الشاعر | 1723                      | 23.00%                       |                            |                               |
| أحمد حسين   | 35                        | 0.50%                        |                            |                               |

| الاسم         | عدد الأصوات الجولة الأولى | النسبة المئوية الجولة الأولى | عدد الأصوات الجولة الثانية | النسبة المئوية الجولة الثانية |
| ------------- | ------------------------- | ---------------------------- | -------------------------- | ----------------------------- |
| عبد علي محمد  | 3501                      | 56.70%                       |                            |                               |
| زهرة حرم      | 428                       | 6.90%                        |                            |                               |
| أسامة التميمي | 267                       | 4.30%                        |                            |                               |
| محمد حسن      | 612                       | 9.90%                        |                            |                               |
| حسين مهدي     | 1372                      | 22.20%                       |                            |                               |

| الاسم        | عدد الأصوات الجولة الأولى | النسبة المئوية الجولة الأولى | عدد الأصوات الجولة الثانية | النسبة المئوية الجولة الثانية |
| ------------ | ------------------------- | ---------------------------- | -------------------------- | ----------------------------- |
| حسن مرزوق    | 5308                      | 92.00%                       |                            |                               |
| محمد آل عباس | 464                       | 8.00%                        |                            |                               |

| الاسم            | عدد الأصوات الجولة الأولى | النسبة المئوية الجولة الأولى | عدد الأصوات الجولة الثانية | النسبة المئوية الجولة الثانية |
| ---------------- | ------------------------- | ---------------------------- | -------------------------- | ----------------------------- |
| عبد الحليم مراد  | 3178                      | 55.90%                       |                            |                               |
| عبد الرحمن الحسن | 1533                      | 27.00%                       |                            |                               |
| عبد الله بوغمار  | 72                        | 1.30%                        |                            |                               |
| فريد الأنصاري    | 902                       | 15.90%                       |                            |                               |

| الاسم            | عدد الأصوات الجولة الأولى | النسبة المئوية الجولة الأولى | عدد الأصوات الجولة الثانية | النسبة المئوية الجولة الثانية |
| ---------------- | ------------------------- | ---------------------------- | -------------------------- | ----------------------------- |
| علي زايد         | 3108                      | 39.70%                       | 3888                       | 50.20%                        |
| عبد اللطيف الشيخ | 3394                      | 43.40%                       | 3857                       | 49.80%                        |
| عبد الله الخالدي | 78                        | 1.00%                        |                            |                               |
| هشام علوي السيد  | 550                       | 7.00%                        |                            |                               |
| محمد المعرفي     | 689                       | 8.80%                        |                            |                               |

| الاسم          | عدد الأصوات الجولة الأولى | النسبة المئوية الجولة الأولى | عدد الأصوات الجولة الثانية | النسبة المئوية الجولة الثانية |
| -------------- | ------------------------- | ---------------------------- | -------------------------- | ----------------------------- |
| خليفة الظهراني | 3586                      | 77.40%                       |                            |                               |
| ليلى رجب       | 571                       | 12.30%                       |                            |                               |
| حمد حربي       | 475                       | 10.30%                       |                            |                               |

### المحافظة الجنوبية
| الاسم        | عدد الأصوات الجولة الأولى | النسبة المئوية الجولة الأولى | عدد الأصوات الجولة الثانية | النسبة المئوية الجولة الثانية |
| ------------ | ------------------------- | ---------------------------- | -------------------------- | ----------------------------- |
| جاسم السعيدي | 2538                      | 62.70%                       |                            |                               |
| حسين الخدري  | 909                       | 22.50%                       |                            |                               |
| مريم الرويعي | 600                       | 14.80%                       |                            |                               |

| الاسم         | عدد الأصوات الجولة الأولى | النسبة المئوية الجولة الأولى | عدد الأصوات الجولة الثانية | النسبة المئوية الجولة الثانية |
| ------------- | ------------------------- | ---------------------------- | -------------------------- | ----------------------------- |
| عبد الله حويل | 1194                      | 52.40%                       |                            |                               |
| حمد المهندي   | 606                       | 26.60%                       |                            |                               |
| أحمد الدوسري  | 91                        | 4.00%                        |                            |                               |
| جابر الدوسري  | 386                       | 17.00%                       |                            |                               |
| عيسى النعيمي  | منسحب                     | 0%                           |                            |                               |

| الاسم               | عدد الأصوات الجولة الأولى | النسبة المئوية الجولة الأولى | عدد الأصوات الجولة الثانية | النسبة المئوية الجولة الثانية |
| ------------------- | ------------------------- | ---------------------------- | -------------------------- | ----------------------------- |
| أحمد الملا          | 968                       | 30.60%                       | 2012                       | 71.99%                        |
| شارخ الدوسري        | 735                       | 23.20%                       | 783                        | 28.01%                        |
| سامي البحيري        | 439                       | 13.90%                       |                            |                               |
| صقر عيد             | 442                       | 14.00%                       |                            |                               |
| عبد الحافظ المبيضين | 108                       | 3.40%                        |                            |                               |
| أنور لطس            | 471                       | 14.90%                       |                            |                               |

| الاسم            | عدد الأصوات الجولة الأولى | النسبة المئوية الجولة الأولى | عدد الأصوات الجولة الثانية | النسبة المئوية الجولة الثانية |
| ---------------- | ------------------------- | ---------------------------- | -------------------------- | ----------------------------- |
| عبد الله الدوسري | تزكية                     | 100%                         |                            |                               |
| محمد الدوسري     | منسحب                     | 0%                           |                            |                               |

| الاسم        | عدد الأصوات الجولة الأولى | النسبة المئوية الجولة الأولى | عدد الأصوات الجولة الثانية | النسبة المئوية الجولة الثانية |
| ------------ | ------------------------- | ---------------------------- | -------------------------- | ----------------------------- |
| خميس الرميحي | تزكية                     | 100%                         |                            |                               |
| ناجي الكعبي  | منسحب                     | 0%                           |                            |                               |

| الاسم        | عدد الأصوات الجولة الأولى | النسبة المئوية الجولة الأولى | عدد الأصوات الجولة الثانية | النسبة المئوية الجولة الثانية |
| ------------ | ------------------------- | ---------------------------- | -------------------------- | ----------------------------- |
| لطيفة القعود | بالتزكية                  | 100%                         |                            |                               |

## نتائج الانتخابات البلدية

### محافظة العاصمة
| الاسم         | عدد الأصوات الجولة الأولى | النسبة المئوية الجولة الأولى | عدد الأصوات الجولة الثانية | النسبة المئوية الجولة الثانية |
| ------------- | ------------------------- | ---------------------------- | -------------------------- | ----------------------------- |
| غازي الدوسري  | 796                       | 28.40%                       | 1282                       | 56.13%                        |
| صلاح الخاجة   | 917                       | 32.70%                       | 1002                       | 43.87%                        |
| إبراهيم جناحي | 782                       | 27.90%                       |                            |                               |
| علي الكواري   | 308                       | 11.00%                       |                            |                               |

| الاسم              | عدد الأصوات الجولة الأولى | النسبة المئوية الجولة الأولى | عدد الأصوات الجولة الثانية | النسبة المئوية الجولة الثانية |
| ------------------ | ------------------------- | ---------------------------- | -------------------------- | ----------------------------- |
| مجيد ميلاد         | 1888                      | 53.20%                       |                            |                               |
| عبد الرزاق الوداعي | 320                       | 9.00%                        |                            |                               |
| تقي بن رجب         | 525                       | 14.80%                       |                            |                               |
| عبد الرحمن قراطة   | 772                       | 21.70%                       |                            |                               |
| خليل سوار          | 45                        | 1.30%                        |                            |                               |

| الاسم        | عدد الأصوات الجولة الأولى | النسبة المئوية الجولة الأولى | عدد الأصوات الجولة الثانية | النسبة المئوية الجولة الثانية |
| ------------ | ------------------------- | ---------------------------- | -------------------------- | ----------------------------- |
| صادق رحمة    | 1771                      | 81.00%                       |                            |                               |
| محمد الحواج  | 344                       | 15.70%                       |                            |                               |
| حبيب الإبريق | 71                        | 3.20%                        |                            |                               |

| الاسم               | عدد الأصوات الجولة الأولى | النسبة المئوية الجولة الأولى | عدد الأصوات الجولة الثانية | النسبة المئوية الجولة الثانية |
| ------------------- | ------------------------- | ---------------------------- | -------------------------- | ----------------------------- |
| محمد عبد الله منصور | 3238                      | 87.70%                       |                            |                               |
| مهدي شرار           | 453                       | 12.30%                       |                            |                               |
| محمد الجسر          | منسحب                     | 0%                           |                            |                               |

| الاسم         | عدد الأصوات الجولة الأولى | النسبة المئوية الجولة الأولى | عدد الأصوات الجولة الثانية | النسبة المئوية الجولة الثانية |
| ------------- | ------------------------- | ---------------------------- | -------------------------- | ----------------------------- |
| حسين قرقور    | 1633                      | 68.00%                       |                            |                               |
| حسن عطية      | 590                       | 24.60%                       |                            |                               |
| يوسف الأنصاري | 178                       | 7.40%                        |                            |                               |

| الاسم         | عدد الأصوات الجولة الأولى | النسبة المئوية الجولة الأولى | عدد الأصوات الجولة الثانية | النسبة المئوية الجولة الثانية |
| ------------- | ------------------------- | ---------------------------- | -------------------------- | ----------------------------- |
| عدنان النعيمي | 637                       | 33.60%                       | 712                        | 56.02%                        |
| جمال الجنيد   | 696                       | 36.70%                       | 559                        | 43.98%                        |
| أنور الرميحي  | 232                       | 12.20%                       |                            |                               |
| جاسم الشامسي  | 126                       | 6.60%                        |                            |                               |
| حسين الدوسري  | 204                       | 10.80%                       |                            |                               |

| الاسم              | عدد الأصوات الجولة الأولى | النسبة المئوية الجولة الأولى | عدد الأصوات الجولة الثانية | النسبة المئوية الجولة الثانية |
| ------------------ | ------------------------- | ---------------------------- | -------------------------- | ----------------------------- |
| فاضل عيسى          | 1469                      | 52.50%                       |                            |                               |
| السيد عادل العلوي  | 117                       | 4.20%                        |                            |                               |
| علي حماد           | 511                       | 18.30%                       |                            |                               |
| فواز السيد محفوظ   | 56                        | 2.00%                        |                            |                               |
| إبراهيم عبد الرحيم | 498                       | 17.80%                       |                            |                               |
| فضل أبل            | 147                       | 5.30%                        |                            |                               |
| حسن مرادي          | منسحب                     | 0%                           |                            |                               |

| الاسم       | عدد الأصوات الجولة الأولى | النسبة المئوية الجولة الأولى | عدد الأصوات الجولة الثانية | النسبة المئوية الجولة الثانية |
| ----------- | ------------------------- | ---------------------------- | -------------------------- | ----------------------------- |
| صادق البصري | 2467                      | 79.30%                       |                            |                               |
| عادل حميد   | 438                       | 14.10%                       |                            |                               |
| فاضل النطعي | 207                       | 6.70%                        |                            |                               |

### محافظة المحرق
| الاسم                | عدد الأصوات الجولة الأولى | النسبة المئوية الجولة الأولى | عدد الأصوات الجولة الثانية | النسبة المئوية الجولة الثانية |
| -------------------- | ------------------------- | ---------------------------- | -------------------------- | ----------------------------- |
| محمد عبد الله المطوع | 1830                      | 43.80%                       | 2660                       | 66.24%                        |
| يوسف الريس           | 1128                      | 27.00%                       | 1356                       | 33.76%                        |
| السيد صلاح محمد      | 525                       | 12.60%                       |                            |                               |
| حسن بوهزاع           | 583                       | 14.00%                       |                            |                               |
| عبد الله السهلي      | 112                       | 2.70%                        |                            |                               |

| الاسم               | عدد الأصوات الجولة الأولى | النسبة المئوية الجولة الأولى | عدد الأصوات الجولة الثانية | النسبة المئوية الجولة الثانية |
| ------------------- | ------------------------- | ---------------------------- | -------------------------- | ----------------------------- |
| فاطمة سلمان         | 854                       | 28.90%                       | 1492                       | 52.59%                        |
| محمد آل سنان        | 611                       | 20.70%                       | 1345                       | 47.41%                        |
| وليد عبد الله       | 439                       | 14.80%                       |                            |                               |
| راشد عبد الله       | 404                       | 13.70%                       |                            |                               |
| ناصر السليطي        | 231                       | 7.80%                        |                            |                               |
| خليل البلوشي        | 153                       | 5.20%                        |                            |                               |
| أحمد الجودر         | 121                       | 4.10%                        |                            |                               |
| عبد الرحمن بن زيمان | 117                       | 4.00%                        |                            |                               |
| فؤاد التميمي        | 28                        | 0.90%                        |                            |                               |

| الاسم              | عدد الأصوات الجولة الأولى | النسبة المئوية الجولة الأولى | عدد الأصوات الجولة الثانية | النسبة المئوية الجولة الثانية |
| ------------------ | ------------------------- | ---------------------------- | -------------------------- | ----------------------------- |
| عبد الناصر المحميد | 1610                      | 56.70%                       |                            |                               |
| نجم آل سنان        | 768                       | 27.00%                       |                            |                               |
| يونس بشير          | 255                       | 9.00%                        |                            |                               |
| جبريل التميمي      | 207                       | 7.30%                        |                            |                               |
| علي فتح الله       | منسحب                     | 0%                           |                            |                               |

| الاسم              | عدد الأصوات الجولة الأولى | النسبة المئوية الجولة الأولى | عدد الأصوات الجولة الثانية | النسبة المئوية الجولة الثانية |
| ------------------ | ------------------------- | ---------------------------- | -------------------------- | ----------------------------- |
| خالد بوعنق         | 1415                      | 21.00%                       | 4261                       | 69.17%                        |
| محمد جاسم حمادة    | 1181                      | 17.60%                       | 1899                       | 30.83%                        |
| راشد القصاب        | 180                       | 2.70%                        |                            |                               |
| أحمد جابر          | 218                       | 3.20%                        |                            |                               |
| خليفة آل بن علي    | 595                       | 8.90%                        |                            |                               |
| سامي الشاعر        | 447                       | 6.60%                        |                            |                               |
| محمد حرز           | 1006                      | 15.00%                       |                            |                               |
| جمال محمد          | 208                       | 3.10%                        |                            |                               |
| فيصل الخان         | 507                       | 7.50%                        |                            |                               |
| عبد الرحمن البنعلي | 727                       | 10.80%                       |                            |                               |
| عبد الله هرمس      | 239                       | 3.60%                        |                            |                               |

| الاسم          | عدد الأصوات الجولة الأولى | النسبة المئوية الجولة الأولى | عدد الأصوات الجولة الثانية | النسبة المئوية الجولة الثانية |
| -------------- | ------------------------- | ---------------------------- | -------------------------- | ----------------------------- |
| غازي المرباطي  | 717                       | 23.20%                       | 1375                       | 60.02%                        |
| أحمد العوضي    | 1194                      | 38.70%                       | 916                        | 39.98%                        |
| محمد الحسن     | 321                       | 10.40%                       |                            |                               |
| رمضان ملا بخيت | 708                       | 22.90%                       |                            |                               |
| جعفر حبيب      | 148                       | 4.80%                        |                            |                               |

| الاسم        | عدد الأصوات الجولة الأولى | النسبة المئوية الجولة الأولى | عدد الأصوات الجولة الثانية | النسبة المئوية الجولة الثانية |
| ------------ | ------------------------- | ---------------------------- | -------------------------- | ----------------------------- |
| محمد عباس    | 4037                      | 78.50%                       |                            |                               |
| علي النصوح   | 127                       | 2.50%                        |                            |                               |
| حسن رحمة     | 101                       | 2.00%                        |                            |                               |
| علي بوعباس   | 289                       | 5.60%                        |                            |                               |
| مكي عبد الله | 253                       | 4.90%                        |                            |                               |
| سمير أحمد    | 334                       | 6.50%                        |                            |                               |

| الاسم          | عدد الأصوات الجولة الأولى | النسبة المئوية الجولة الأولى | عدد الأصوات الجولة الثانية | النسبة المئوية الجولة الثانية |
| -------------- | ------------------------- | ---------------------------- | -------------------------- | ----------------------------- |
| علي المقلة     | 3026                      | 38.90%                       | 3001                       | 52.94%                        |
| صباح الدوسري   | 2178                      | 28.00%                       | 2668                       | 47.06%                        |
| عبد الله خليفة | 241                       | 3.10%                        |                            |                               |
| جاسم بوطبنية   | 824                       | 10.60%                       |                            |                               |
| إبراهيم الجودر | 1193                      | 15.30%                       |                            |                               |
| علي المحمود    | 312                       | 4.00%                        |                            |                               |

| الاسم           | عدد الأصوات الجولة الأولى | النسبة المئوية الجولة الأولى | عدد الأصوات الجولة الثانية | النسبة المئوية الجولة الثانية |
| --------------- | ------------------------- | ---------------------------- | -------------------------- | ----------------------------- |
| رمزي الجلاليف   | 1642                      | 35.00%                       | 2442                       | 54.19%                        |
| سمير الخادم     | 1858                      | 39.60%                       | 2064                       | 45.81%                        |
| عبد الله السادة | 819                       | 17.50%                       |                            |                               |
| مبارك مخيمر     | 83                        | 1.80%                        |                            |                               |
| علي العامر      | 286                       | 6.10%                        |                            |                               |

### المحافظة الشمالية
| الاسم             | عدد الأصوات الجولة الأولى | النسبة المئوية الجولة الأولى | عدد الأصوات الجولة الثانية | النسبة المئوية الجولة الثانية |
| ----------------- | ------------------------- | ---------------------------- | -------------------------- | ----------------------------- |
| السيد أحمد عدنان  | 7158                      | 85.40%                       |                            |                               |
| عبد العزيز القصاب | 1225                      | 14.60%                       |                            |                               |

| الاسم         | عدد الأصوات الجولة الأولى | النسبة المئوية الجولة الأولى | عدد الأصوات الجولة الثانية | النسبة المئوية الجولة الثانية |
| ------------- | ------------------------- | ---------------------------- | -------------------------- | ----------------------------- |
| حسين منصور    | تزكية                     | 100%                         |                            |                               |
| سلمان المنصور | منسحب                     | 0%                           |                            |                               |

| الاسم                | عدد الأصوات الجولة الأولى | النسبة المئوية الجولة الأولى | عدد الأصوات الجولة الثانية | النسبة المئوية الجولة الثانية |
| -------------------- | ------------------------- | ---------------------------- | -------------------------- | ----------------------------- |
| عبد الغني عبد العزيز | 5460                      | 79.00%                       |                            |                               |
| عبد الحسين يوسف      | 205                       | 3.00%                        |                            |                               |
| عباس عبد الله        | 250                       | 3.60%                        |                            |                               |
| جاسم الغانمي         | 80                        | 1.20%                        |                            |                               |
| علي شهاب             | 164                       | 2.40%                        |                            |                               |
| محمد الدرازي         | 750                       | 10.90%                       |                            |                               |

| الاسم              | عدد الأصوات الجولة الأولى | النسبة المئوية الجولة الأولى | عدد الأصوات الجولة الثانية | النسبة المئوية الجولة الثانية |
| ------------------ | ------------------------- | ---------------------------- | -------------------------- | ----------------------------- |
| جاسم الدوسري       | 1578                      | 61.30%                       |                            |                               |
| محمد الذوادي       | 924                       | 35.70%                       |                            |                               |
| عبد الرحمن الدوسري | 78                        | 3.00%                        |                            |                               |

| الاسم             | عدد الأصوات الجولة الأولى | النسبة المئوية الجولة الأولى | عدد الأصوات الجولة الثانية | النسبة المئوية الجولة الثانية |
| ----------------- | ------------------------- | ---------------------------- | -------------------------- | ----------------------------- |
| نادر حسن          | 4664                      | 82.30%                       |                            |                               |
| رضا العريبي       | 678                       | 12.00%                       |                            |                               |
| ياسر الحجيري      | 325                       | 5.70%                        |                            |                               |
| عبد الحسين القصاب | منسحب                     | 0%                           |                            |                               |

| الاسم              | عدد الأصوات الجولة الأولى | النسبة المئوية الجولة الأولى | عدد الأصوات الجولة الثانية | النسبة المئوية الجولة الثانية |
| ------------------ | ------------------------- | ---------------------------- | -------------------------- | ----------------------------- |
| خالد الكعبي        | 2493                      | 36.30%                       | 3260                       | 51.24%                        |
| جاسم هجرس          | 2238                      | 32.60%                       | 3102                       | 48.76%                        |
| كمال سعد           | 456                       | 6.60%                        |                            |                               |
| محمد الظاعن        | 483                       | 7.00%                        |                            |                               |
| ياسين زين العابدين | 939                       | 13.70%                       |                            |                               |
| أسامة كويتان       | 258                       | 13.70%                       |                            |                               |

| الاسم           | عدد الأصوات الجولة الأولى | النسبة المئوية الجولة الأولى | عدد الأصوات الجولة الثانية | النسبة المئوية الجولة الثانية |
| --------------- | ------------------------- | ---------------------------- | -------------------------- | ----------------------------- |
| جعفر شعبان      | 5281                      | 64.40%                       |                            |                               |
| عبد الحميد أحمد | 2341                      | 28.50%                       |                            |                               |
| عبد الله عضيب   | 581                       | 7.10%                        |                            |                               |

| الاسم            | عدد الأصوات الجولة الأولى | النسبة المئوية الجولة الأولى | عدد الأصوات الجولة الثانية | النسبة المئوية الجولة الثانية |
| ---------------- | ------------------------- | ---------------------------- | -------------------------- | ----------------------------- |
| علي عبد الله حسن | 5766                      | 55.30%                       |                            |                               |
| عادل درويش       | 3904                      | 37.50%                       |                            |                               |
| مهرة غريب        | 450                       | 4.30%                        |                            |                               |
| حسين هرونه       | 299                       | 2.90%                        |                            |                               |
| مصلح العنزي      | منسحب                     | 0%                           |                            |                               |

| الاسم       | عدد الأصوات الجولة الأولى | النسبة المئوية الجولة الأولى | عدد الأصوات الجولة الثانية | النسبة المئوية الجولة الثانية |
| ----------- | ------------------------- | ---------------------------- | -------------------------- | ----------------------------- |
| جاسم مهدي   | 8641                      | 91.90%                       |                            |                               |
| يوسف بوخماس | 594                       | 6.30%                        |                            |                               |
| علي فردان   | 166                       | 1.80%                        |                            |                               |

### المحافظة الوسطى
| الاسم           | عدد الأصوات الجولة الأولى | النسبة المئوية الجولة الأولى | عدد الأصوات الجولة الثانية | النسبة المئوية الجولة الثانية |
| --------------- | ------------------------- | ---------------------------- | -------------------------- | ----------------------------- |
| حسين العريبي    | 4116                      | 46.20%                       | 3494                       | 61.56%                        |
| مجدي النشيط     | 2086                      | 23.40%                       | 2182                       | 38.44%                        |
| خالد القوتي     | 1621                      | 18.20%                       |                            |                               |
| عبد الشهيد أحمد | 973                       | 10.90%                       |                            |                               |
| جعفر علي        | 112                       | 1.30%                        |                            |                               |

| الاسم       | عدد الأصوات الجولة الأولى | النسبة المئوية الجولة الأولى | عدد الأصوات الجولة الثانية | النسبة المئوية الجولة الثانية |
| ----------- | ------------------------- | ---------------------------- | -------------------------- | ----------------------------- |
| عادل الستري | 7025                      | 91.30%                       |                            |                               |
| إياد محمد   | 667                       | 8.70%                        |                            |                               |

| الاسم          | عدد الأصوات الجولة الأولى | النسبة المئوية الجولة الأولى | عدد الأصوات الجولة الثانية | النسبة المئوية الجولة الثانية |
| -------------- | ------------------------- | ---------------------------- | -------------------------- | ----------------------------- |
| خالد يوسف      | 1332                      | 33.80%                       | 2268                       | 55.22%                        |
| محمد أحمد      | 1198                      | 30.40%                       | 1839                       | 44.78%                        |
| نواف جناحي     | 526                       | 13.40%                       |                            |                               |
| مبارك المغربي  | 830                       | 21.10%                       |                            |                               |
| عبد الله خليفة | 52                        | 1.30%                        |                            |                               |

| الاسم           | عدد الأصوات الجولة الأولى | النسبة المئوية الجولة الأولى | عدد الأصوات الجولة الثانية | النسبة المئوية الجولة الثانية |
| --------------- | ------------------------- | ---------------------------- | -------------------------- | ----------------------------- |
| غازي الحمر      | 3077                      | 47.40%                       | 3921                       | 59.40%                        |
| السيد علي ياسين | 1614                      | 24.80%                       | 2680                       | 40.60%                        |
| علي الدلهان     | 561                       | 8.60%                        |                            |                               |
| محمد بدو        | 466                       | 7.20%                        |                            |                               |
| جاسم بن رجب     | 409                       | 6.30%                        |                            |                               |
| محمد علي        | 368                       | 5.70%                        |                            |                               |

| الاسم          | عدد الأصوات الجولة الأولى | النسبة المئوية الجولة الأولى | عدد الأصوات الجولة الثانية | النسبة المئوية الجولة الثانية |
| -------------- | ------------------------- | ---------------------------- | -------------------------- | ----------------------------- |
| عبد الرضا محسن | 3068                      | 51.30%                       |                            |                               |
| علي عبد العزيز | 1713                      | 28.70%                       |                            |                               |
| علي عبد الحسن  | 768                       | 12.80%                       |                            |                               |
| يوسف عمران     | 141                       | 2.40%                        |                            |                               |
| وحيد العوضي    | 288                       | 4.80%                        |                            |                               |

| الاسم          | عدد الأصوات الجولة الأولى | النسبة المئوية الجولة الأولى | عدد الأصوات الجولة الثانية | النسبة المئوية الجولة الثانية |
| -------------- | ------------------------- | ---------------------------- | -------------------------- | ----------------------------- |
| صادق ربيع      | 4886                      | 90.80%                       |                            |                               |
| رضي مطر        | 211                       | 3.90%                        |                            |                               |
| إبراهيم الحبيل | 285                       | 5.30%                        |                            |                               |
| علي سلمان      | منسحب                     | 0%                           |                            |                               |

| الاسم          | عدد الأصوات الجولة الأولى | النسبة المئوية الجولة الأولى | عدد الأصوات الجولة الثانية | النسبة المئوية الجولة الثانية |
| -------------- | ------------------------- | ---------------------------- | -------------------------- | ----------------------------- |
| أحمد الأنصاري  | 2868                      | 53.40%                       |                            |                               |
| صديق مطر       | 1606                      | 6.30%                        |                            |                               |
| إسماعيل صليبيخ | 294                       | 5.50%                        |                            |                               |
| عيسى سالمين    | 143                       | 2.70%                        |                            |                               |
| ناصر القلاف    | 349                       | 6.50%                        |                            |                               |
| مبارك علي      | 112                       | 2.10%                        |                            |                               |

| الاسم              | عدد الأصوات الجولة الأولى | النسبة المئوية الجولة الأولى | عدد الأصوات الجولة الثانية | النسبة المئوية الجولة الثانية |
| ------------------ | ------------------------- | ---------------------------- | -------------------------- | ----------------------------- |
| يوسف الصباغ        | 2290                      | 40.00%                       | 4163                       | 55.41%                        |
| وليد هجرس          | 3061                      | 40.90%                       | 3350                       | 44.59%                        |
| محمد النجدي        | 76                        | 1.00%                        |                            |                               |
| أحمد المقهوي       | 220                       | 2.90%                        |                            |                               |
| عبد الرزاق الكوهجي | 484                       | 6.50%                        |                            |                               |
| ناصر الحسن         | 119                       | 1.60%                        |                            |                               |
| عباس خاتم          | 533                       | 7.10%                        |                            |                               |

| الاسم           | عدد الأصوات الجولة الأولى | النسبة المئوية الجولة الأولى | عدد الأصوات الجولة الثانية | النسبة المئوية الجولة الثانية |
| --------------- | ------------------------- | ---------------------------- | -------------------------- | ----------------------------- |
| عبد الرزاق حطاب | 3268                      | 73.90%                       |                            |                               |
| إبراهيم أبوبكر  | 1154                      | 26.10%                       |                            |                               |
| صلاح أحمد       | منسحب                     | 0%                           |                            |                               |

### المحافظة الجنوبية
| الاسم        | عدد الأصوات الجولة الأولى | النسبة المئوية الجولة الأولى | عدد الأصوات الجولة الثانية | النسبة المئوية الجولة الثانية |
| ------------ | ------------------------- | ---------------------------- | -------------------------- | ----------------------------- |
| محمد موسى    | 1873                      | 47.70%                       | 2063                       | 62.21%                        |
| عادل الرويعي | 1213                      | 30.90%                       | 1253                       | 37.79%                        |
| خالد العاثم  | 842                       | 21.40%                       |                            |                               |

| الاسم        | عدد الأصوات الجولة الأولى | النسبة المئوية الجولة الأولى | عدد الأصوات الجولة الثانية | النسبة المئوية الجولة الثانية |
| ------------ | ------------------------- | ---------------------------- | -------------------------- | ----------------------------- |
| علي المهندي  | 1393                      | 63.70%                       |                            |                               |
| خالد السبيعي | 793                       | 36.30%                       |                            |                               |

| الاسم             | عدد الأصوات الجولة الأولى | النسبة المئوية الجولة الأولى | عدد الأصوات الجولة الثانية | النسبة المئوية الجولة الثانية |
| ----------------- | ------------------------- | ---------------------------- | -------------------------- | ----------------------------- |
| محسن علي          | 1303                      | 44.30%                       | 1644                       | 59.78%                        |
| أحمد الرميحي      | 569                       | 19.40%                       | 1106                       | 40.22%                        |
| جاسم عريك         | 353                       | 12.00%                       |                            |                               |
| عبد الرزاق الصالح | 433                       | 14.70%                       |                            |                               |
| أحمد مرشد         | 140                       | 4.80%                        |                            |                               |
| محسن العلي        | 140                       | 4.80%                        |                            |                               |

| الاسم       | عدد الأصوات الجولة الأولى | النسبة المئوية الجولة الأولى | عدد الأصوات الجولة الثانية | النسبة المئوية الجولة الثانية |
| ----------- | ------------------------- | ---------------------------- | -------------------------- | ----------------------------- |
| بدر الدوسري | 523                       | 46.4%                        | 599                        | 53.10%                        |
| محمد الكعبي | 497                       | 44.10%                       | 529                        | 46.90%                        |
| حمد الزعبي  | 106                       | 9.40%                        |                            |                               |

| الاسم          | عدد الأصوات الجولة الأولى | النسبة المئوية الجولة الأولى | عدد الأصوات الجولة الثانية | النسبة المئوية الجولة الثانية |
| -------------- | ------------------------- | ---------------------------- | -------------------------- | ----------------------------- |
| ناصر المنصوري  | 393                       | 50.40%                       |                            |                               |
| محمد البوعينين | 119                       | 15.30%                       |                            |                               |
| أحمد الرميحي   | 268                       | 34.40%                       |                            |                               |
| علي الرميحي    | منسحب                     | 0%                           |                            |                               |

| الاسم        | عدد الأصوات الجولة الأولى | النسبة المئوية الجولة الأولى | عدد الأصوات الجولة الثانية | النسبة المئوية الجولة الثانية |
| ------------ | ------------------------- | ---------------------------- | -------------------------- | ----------------------------- |
| عيسى الدوسري | تزكية                     | 100%                         |                            |                               |